# 区 (伊朗)
区（波斯語：‎，音译为“巴赫什”），伊朗的一个行政区划级别，低于一级区划省、二级区划县，高于市镇和乡。该区划与美国的镇区或英格兰的区类似。
在伊朗，每一个省份（‎ ）分为多个县（‎），而每个县分为多个区。各区下辖有几十个村庄，并拥有一个中心市镇。各区的行政长官被称“区长”（bakhshdar）。
一个区通常由多个市镇（‎ ）和乡（‎ ）构成的。县治所在地为区下辖各市中的一个。乡则是一些村庄及其周边区域的集合。
下表可能有助于理解伊朗各级区划的关系：省份P下辖A和B两个县。A县下辖中央区（或译为城关区）、X区和Y区三个区，中央区所辖市镇M为该县县治所在地。每个区下辖一个或多个市镇和（或）乡。表中A县中央区下辖M市、N市和T乡，T乡又分为V1村、V2村、V3村和V4村等村庄，X区下辖O市和U乡，Y区则仅辖有V乡一个乡。少数县仅辖有由一个城市构成的一个区，由于它同时是县治所在，所以通常名为中央区，如表中的B县所示。
| 省  | 县  | 区                | 市镇/乡            | 村                     |
| --- | --- | ----------------- | ------------------ | ---------------------- |
| P省 | A县 | 中央区 （城关区） | M市 （县治所在地） |                        |
| P省 | A县 | 中央区 （城关区） | N市                |                        |
| P省 | A县 | 中央区 （城关区） | T乡                | V1村、V2村、V3村、V4村 |
| P省 | A县 | X区               | O市                |                        |
| P省 | A县 | X区               | U乡                | V5村、V6村             |
| P省 | A县 | Y区               | V乡                | V7村、V8村、V9村       |
| P省 | B县 | 中央区 （城关区） | Q市                |                        |